# Brighton Sinyangwe
Brighton Sinyangwe – zambijski piłkarz grający na pozycji napastnika. W swojej karierze grał w reprezentacji Zambii.

## Kariera klubowa
W swojej karierze piłkarskiej Sinyangwe grał w klubach Mindola United FC i Rhokana United.

## Kariera reprezentacyjna
W reprezentacji Zambii Sinyangwe zadebiutował w 1972 roku. W 1974 roku powołano go do kadry na Puchar Narodów Afryki 1974. Zagrał w nim w sześciu meczach: grupowych z Wybrzeżem Kości Słoniowej (1:0), z Egiptem (1:3) i z Ugandą (1:0), w półfinałowym z Kongiem (4:2 po dogrywce) i w finałowych z Zairem (2:2 po dogrywce - strzelił w nim gola, 0:2). Z Zambią został wicemistrzem Afryki.
W 1978 roku Sinyangwe został powołany do kadry na Puchar Narodów Afryki 1978. W tym turnieju zagrał w dwóch meczach grupowych: z Ghaną (1:2) i z Nigerią (0:0). W kadrze narodowej grał do 1978 roku.